# Composé alicyclique

Le cyclopropane est le plus petit composé alicyclique.

Un composé alicyclique est un composé organique qui est à la fois aliphatique et cyclique. Il peut contenir un ou plusieurs cycles sans hétéroatomes qui peuvent être saturés ou insaturés mais qui n'ont pas de caractère aromatique. Les composés alicycliques peuvent ou non avoir des chaînes latérales aliphatiques.
Les composés alicycliques simples sont les cycloalcanes (cyclopropane, cyclobutane, cyclopentane), les cycloalcanes polycycliques (décaline (bicyclo[4.4.0]décane)) et les composés spiro, qui ont deux cycles ou plus connectés par un atome de carbone.
Le mode de fermeture des cycles dans la formation de beaucoup de composés alicycliques peut être prédit par les règles de Baldwin.

## Cycloalcènes

Le cyclohexène est un composé alicyclique avec une double liaison.

Les cycloalcènes (tels le cyclopropène, le cyclobutène ou le cyclohexène) et les alcènes bicycliques (tels le norbornène et le norbornadiène) sont aussi des composés alicycliques.
Le placement des doubles liaisons dans beaucoup de composés alicycliques peut être prédit par la règle de Bredt.